# Josep Jorge i Fernández
Josep Jorge i Fernández (La Pobla de Vallbona, 1990) és un escriptor, historiador i professor valencià de Geografia i Història d'educació secundària i batxillerat.
Llicenciat en història per la Universitat de València, i especialitzat en Història Contemporània. Com a historiador les seues línies d'investigació estan enfocades a la història local sobre la Segona República, guerra civil i repressió franquista.
És soci-fundador del Centre d'Estudis Locals de La Pobla de Vallbona i ha escrit articles sobre història local en la revista Fent Poble, Fent Pobla que publica l'esmentada associació i de la qual n'ostenta la presidència en l'actualitat. Des de maig de l'any 2023 escriu en la secció d'opinió del diari digital Diari La Veu.
Des de l'any 2015 fins al 2019 va col·laborar amb l'escriptor valencià José Soler Carnicer en els seus últims tres llibres: Conversaciones en la cumbre, Leyendas del Peñón de Ifach y otras historias montañeras i Historias, leyendas y tradiciones de la Provincia de Valencia.

## Obra publicada
- L'home victòria (Barcelona: Viena Edicions, 2018)
- Els afusellaments a la Pobla de Vallbona (1939-1942) (Edicions Ajuntament de la Pobla de Vallbona, 2019)
- Llista d'espera (Edicions del Sud, 2024)

## Premis
- Premis Teodor Llorente, 2011: El tio Xufa
- Premis Teodor Llorente, 2015: El lladre de la ceba[3]
- Premis 25 d'abril Vila de Benissa, 2017: L'home victòria[4]
- Premi Torre de Piles, 2024: Llista d'espera[5]